# Spratzen
Spratzen bezeichnet in der Metallurgie einen Vorgang des Gasaustritts beim Erstarren geschmolzener Metalle.
Metalle haben die physikalische Eigenschaft, im flüssigen Aggregatzustand Gase, vorrangig Sauerstoff und Wasserstoff, in begrenzter Menge in der Schmelze aufzunehmen. Beim Erstarrungsprozess werden die Gase dann aus dem noch flüssigen Kern durch die bereits teilweise erstarrte Decke ausgeschieden und reißen so noch teilweise flüssiges Metall mit. Das Ergebnis ist eine poröse, blasige innere Struktur des erstarrten Körpers und eine „blumenkohl“-ähnliche Oberfläche.
Das dabei entstehende Geräusch des spritzenden Gasaustritts gab dem Vorgang seinen Namen.
Beobachtet wird das Spratzen vor allem bei reinem Silber, Kupfer und Rhodium, es tritt aber auch bei anderen Metallen wie z. B. Stahl auf.
Nahezu völlig beseitigt werden kann dieser Effekt besonders bei Silber durch bereits geringe Zugaben von Legierungsbestandteilen.